# Ранняя ржавчина
«Ранняя ржавчина» (латыш. Agrā rūsa), СССР, 1979 — художественный фильм, мелодрама. Фильм снят по мотивам романа Элины Залите, написанного в 1944 году.

## Сюжет
Латвия, начало 1930-х годов. Бедная сельская девушка Элза приезжает в поисках работы в Ригу, но найти себе занятие ей так и не удаётся. Неожиданно она получает предложение от богатого предпринимателя, стареющего фабриканта Кикулиса. Появилась надежда на новую, благополучную жизнь, но замужество становится тягостной обязанностью — быть рядом с чужим человеком. Вскоре Элза влюбляется в незнакомца, который оказался сыном Кикулиса — Итало. Впрочем, вместо желанного счастья она попадает на скамью подсудимых, обвиняемая в убийстве своего мужа.

## В ролях
- Риманте Крилавичюте — Элза (озвучила Людмила Старицына)
- Ольгерт Дункерс — Кикулис (озвучил Игорь Ефимов)
- Ивар Калныньш — Итало, сын Кикулиса (озвучил Юрий Демич)
- Гунар Цилинский — прокурор Страуюпс (озвучил Кирилл Лавров)
- Айгарс Вилимс — Янис
- Эрика Ферда — госпожа Цимбара
- Дина Купле — мать Элзы
- Эдгарс Лиепиньш — эпизод
- Волдемарс Шориньш — эпизод
- Арис Розенталь — эпизод

## Съёмочная группа
- Автор сценария: Лия Бридака
- Режиссёр: Гунар Цилинский
- Оператор: Гвидо Скулте
- Художник: Андрис Меркманис
- Редактор: Эгонс Ливс

## Дополнительная информация
- В фильме прозвучала музыка Джузеппе Верди (отрывок из оперы «Травиата»), Иоганна Штрауса (отрывок из оперетты «Летучая мышь»), чардаш Витторио Монти.